# Ragna Essén
Ragna Thuresdotter Essén, född 25 juli 1946, är en svensk förlagsredaktör och översättare från franska, norska och (i mindre utsträckning) från engelska. Mellan 1970 och 1992 arbetade hon som redaktör på bokförlaget Forum. År 2010 var hennes översättning av Marie Ndiayes Tre starka kvinnor en av slutkandidaterna till priset Årets översättning. Bland författare hon översatt märks Anne Karin Elstad, Anne Wiazemsky och Yasmina Khadra.
Ragna Essén är gift med Christer Erlandson.

## Översättningar (urval)
- 1995 – Emmanuèle Bernheim: Hans fru (Sa femme) (Forum)
- 2005 - Gro Dahle: Djävulstanden (Djeveltanna) (Alfabeta)
- 2005 - Jean-Christophe Rufin: Globalia (Globalia) (Wahlström & Widstrand)
- 2008 – Tahar Ben Jelloun: Till andra sidan havet (Partir) (Alfabeta)
- 2009 - Alexandre Najjar: Krigets skola (L'école de la guerre) (Grate)
- 2010 – Marie Ndiaye: Tre starka kvinnor (Trois femmes puissantes) (Natur & Kultur)
- 2010 – Yasmina Khadra: Vad dagen är natten skyldig (Ce que le jour doit à la nuit) (Alfabeta)
- 2012 – Yasmine Ghata: Flickan som slutade tala (Muettes) (Grate)
- 2013 – Véronique Tadjo: Långt från min far (Loin de mon père) (Leopard)
- 2015 – Marie Ndiaye: Ladivine (Ladivine) (Natur & Kultur)
- 2015 - Michèle Desbordes: Den blå klänningen (La robe bleue) (Grate)
- 2018 - Gilles Paris: En ärthjärnas självbiografi ( Autobiographie d'une Courgette) (tillsammans med Rasmus Erlandsson; Grate)
- 2022 - Marie Ndiaye: Min är hämnden (La vengeance m'appartient) (Natur & Kultur)

## Priser och utmärkelser
- 2011 – Jacques Outin-priset